# 육군사관학교 육군박물관
육군사관학교 육군박물관은 국방 문화유산 보존과 국민 교육을 위해 1956년에 지어진 대한민국내 유일한 군사전문박물관으로서 군사문화재의 수집, 보존과 전시 및 연구를 통하여 군과 국민들에게 국방의 발자취를 실증적으로 보여 주고 있다. 공기 좋은 태릉의 육군사관학교 내 옥외 전시실과 실내 전시실인 고대실, 현대실로 구성되어 있으며 2개의 전시실에는 고대 및 근·현대 군사 유물 1,290점이 전시되어 있다. 육군박물관 옆에는 서울시 지방유형문화재 제16호인 청헌당과 서울시 유형문화재 제43호인 연령군 신도비도 자리하고 있다. 2008년 10월 1일부터 무료로 개방되었다.

## 건립목적
육군박물관은 우리나라의 다양한 군사유물과 유적을 조사 · 정리하고 수집 · 보관 · 전시함으로써 상무정신의 전통이 담겨있는 국방문화유산에 대한 홍보·이해·연구 및 교육에 일익을 담당하기 위해 건립되었다.

## 배경
최초 1956년 발족 당시에는 육군사관학교 기념관으로 개관 하였다. 이후 군사박물관으로서의 본격적인 발전을 도모하기 위하여 육군의 승인을 받아 1983년 현재와 같은 모습의 건물을 신축한 뒤, 2년간의 시험전시를 마치고 1985년 5월 1일 육군박물관으로 정식 개관 하였다. 본 박물관은 우리나라에서 가장 오래된 군사전문박물관으로서 선사시대부터 현대까지의 무기류, 장비류, 서화류, 복식류, 기치류 등 다양한 군사유물을 전시하고 있다.
또한 박물관 부설로 육사기념관을 교훈탑에 개설하여 운영하고 있다. 1996년에 설립된 육사기념관은 육군사관학교와 관련된 역사적 유물을 수집·전시해오고 있다.

## 연혁
- 1956. 10. 03. 육군사관학교 기념관으로 개관
- 1966. 10. 04. 육군사관학교 군사박물관으로 개칭
- 1967. 09. 10. 청헌당(서울시 유형문화재)으로 이전/ 고대관으로 개관
- 1981. 05. 15. 박물관 신축공사 기공
- 1983. 03. 28. 박물관 신축공사 준공 / 육군박물관으로 개칭
- 1985. 05. 01. 육군박물관 개관
- 1996. 05. 01. 육사교훈탑 1층에 육사기념관 개관
- 2000. 02. 10. 매장문화재 지표조사 기관 선정(문화재청)
- 2001. 03. 19. 육군박물관 등록(문화관광부)
- 2016. 01~12 박물관 냉난방 시설 및 엘리베이터 설치 공사
- 2017. 02. 20. 육군박물관 재개관

## 시설규모
박물관은 '조국통일의 길을 연다'는 의미로 '열쇠' 형태를 하고 있으며, 연건평 1,815평에 지상 3층, 지하 1층 규모이고, 2개의 전시실 이외에도 사무실과 학예실 및 278석을 구비한 강당으로 이루어졌다.
2층 제1전시실에는 선사시대부터 조선시대에 이르기까지 전쟁에서 사용되었던 무기와 장비 등을 도검·궁시·화약병기·군사장비·회화·전적류로 구분하여 전시하고 있으며, 3층 제2전시실에는 대한제국의 군대, 의병, 독립군, 광복군, 대한민국 육군의 발전 과정과 이들이 의병항쟁, 독립전쟁, 6·25전쟁, 베트남전쟁 등에서 사용했던 무기와 장비 그리고 주요 문서들을 전시하고 있다. 또한 육사기념관은 1996년 5월 1일 교훈탑 1층과 지하 1층에 개관하였으며, 육사의 역사를 재조명하고 미래의 발전방향을 정립하기 위해 학교의 역사와 생도 생활상 등을 전시하고, 졸업생 중 전사자와 강재구·심일소령을 추모하고 있다.
| 구분      | 건평                                     | 현황                                                |
| 제1전시실 | 1,705m2 (516평)                          | 원형건물 2층                                        |
| 제2전시실 | 1,705m2 (516평)                          | 원형건물 3층                                        |
| 기념관    | 1층 : 579m2 (175평) 지하 : 585m2 (177평) | 1층 : 육사기념관 지하 : 생도생활실 전망대 : 지상64m |
| 수장고    | 530m2 (160평)                            | 무기고 , 보존처리실 , 수장고 , 기계실               |
| 기타      | 2,105m2 (637평)                          | 1층 : 강당(278석) , 안내실 2층 : 사무실             |

## 관람안내
육군사관학교는 군사시설보호 구역이며 사관생도를 양성하는 군 교육기관이므로, 사전 예약 및 방문자 명단 제출 시 출입을 허용합니다.
- 신종 코로나바이러스 대응 경계단계로 격상됨에 따라 2020년 1월 29일(수)부터~ 육군사관학교 관람을 잠정 중단 하오니 착오 없으시기 바랍니다.
- 관람시간 : 1일 3회 (10시, 14시, 15:30), 50명 이상 단체 이용자는 사전 신청후 승인시 관람시간 제한없음
- 휴관일 : 매주 월요일, 신정, 설 및 추석연휴
- 관람요금 : 무료
- 관람코스 : 박물관(학교홍보 / 안보영상 시청(15분) → 청헌당 → 화랑연병장(화랑의식 미리보기) → 야외무기전시장(범무천) → 기념관 생도회관(기념품점 바로가기) → 제2정문
- 화랑의식 : 매주 금요일 14:00(세부일정은 예약시 확인 요망)
- 관람 문의 및 방법 : 육군사관학교 행정안내실(육사 후문)에 1주일전 관람신청(문서,전화,인터넷,방문) 승인후 관람
- 관람신청/문의 : 육군사관학교 후문 행정안내실
- 관람문의 : 노원구청 문화과 보관됨 2009-04-05 - 웨이백 머신
- 주소 : 서울 노원구 공릉동 사서함 77-1

## 주요 소장품

### 제1전시실
선사시대부터 대한제국 이전까지의 군사관련 문화재로서 보물 8점을 포함한 각종 유물들이 시대순, 특성별로 전시되어 군사문화에 대한 이해를 돕고 있다.
1. 창검류
2. 궁시류
3. 총포, 탄환류
4. 신호, 야전장비류 외
5. 복식류
6. 병서, 고문서류 외
7. 지도, 유묵류 외

### 제2전시실
대한제국 이후부터 현재에 이르기까지 사용된 군사유물로서 현대사의 흐름을 조망할 수 있도록 각종 무기와 장비, 복식, 문서 등이 전시되어 있다.
1. 대한제국의 군제
2. 근대 군사복식
3. 군대해산
4. 의병전쟁
5. 독립군의 항일무장투쟁
6. 광복군의 활동
7. 육군 창설
8. 6.25 전쟁
9. 베트남전쟁 파병
10. 역대 육군참모총장
11. 기획전시실

### 옥외전시장
박물관 전시실을 떠받치고 있는 원추형 돌기둥이 두열로 돌아나간 옥외전시장에는 조선시대의 화포, 일제시대의 대포, 베트남전을 기념하는 여러유물이 전시되어 있으며, 관람객의 쉼터와 교내 야외행사장 등의 공간으로 제공되고 있다.

### 야외전시장
박물관 건물을 나와 북쪽으로 200m 정도 걸어 왼쪽으로 접어들게 되면 당시 남침의 선봉에 섰던 북한군 T-34 전차와 이에 맞섰던 미군 전차 그리고 장갑차 곡사포, 항공기와 지대공 유도탄 등의 대형 장비가 전시되어 있다. 또한, 남쪽으로 200m 정도 떨어진 곳에는 좌측으로 연령군이훤신도비와 청헌당이 있다.

### 육사기념관
1986년 완공된 교훈탑 건물에 자리잡은 육사 기념관은 1995년 8월 기념관 설립 추진위원회가 편성되어 동년 12월 1일 착공식을 가졌다. 1996년 5월 1일 전 동문을 초청한 자리에서 성대한 개관식을 가졌고, 학교사 자료 특별전도 개최하였다.
설립 목적은 육사의 과거와 현재를 재조명하고 미래상을 제시하며 기념관 설립을 통하여 육사인으로서의 긍지를 고양시키고 일반인들에게 육사를 바르게 이해할 수 있는 기회를 제공하며, 육사의 기능에 대한 국민들의 신뢰감을 증진시킬 수 있도록 하는데 있다.
교훈탑 외벽에는 육사 전 졸업생 명단이 부착되어 있고, 육사를 상징하는 64m의 전망대와 그 기둥위에 육사의 교훈인 지(智) 인(仁) 용(勇)이 새겨져 있다. 탑 주변에는 각종 기념물이 있어 기념관을 포함한 외부 공간까지를 기념공원이라 한다. 교훈탑 1층에는 주제별 7개실로 구분 전시되어 있다. 1층 전시장은 학교 역사실, 교육 변천사실, 복식 변천사실, 전사자실, 동문 활동실, 생도복장체험실, 역대 교장실로 구성되어 있다. 또한 전시 자료 뿐만아니라 영상 장비인 터치스크린이 설치되어 있어 학교의 역사, 전사자, 졸업생 자료, 학교 안내 등을 관람자가 직접 검색할 수 있다. 지하층에는 생도 생활관으로서 입교에서 졸업까지의 과정, 교과 과정, 과외활동, 군사훈련 등 사진자료와 생도 내무반모형 등이 전시되어 있으며, 관람 동선은 1층 전시실을 경유하여 64m 높이의 전망대에서 육사 전경을 관람하고 지하층인 생도생활관으로 이동하게 된다.

## 같이 보기
- 육군사관학교

## 참고
본 문서에는 서울특별시에서 지식공유 프로젝트를 통해 퍼블릭 도메인으로 공개한 저작물을 기초로 작성된 내용이 포함되어 있습니다.